# Square Frédéric-Vallois
Pour les articles homonymes, voir Vallois (homonymie).
Le square Frédéric-Vallois est une voie du 15e arrondissement de Paris, en France.

## Situation et accès
Le square Frédéric-Vallois est une voie privée située dans le 15e arrondissement de Paris. Il débute au 3, rue de Vouillé et se termine en impasse.

## Origine du nom
Il porte le nom du propriétaire des terrains sur lequel la voie fut ouverte.

## Historique
La voie est créée sous sa dénomination en 1910.
Elle ouverte à la circulation publique par arrêté du 23 juin 1959.